# Радянська окупація Західної України і Західної Білорусі

Планований та дійсний поділ територій згідно з пактом Молотова-Ріббентропа.

Радянська окупація Західної України і Західної Білорусі — процес окупації Радянським Союзом на основі секретного протоколу щодо розподілу сфер впливу в Європі пакту Молотова — Ріббентропа між Радянським Союзом та нацистською Німеччиною частини Другої Речі Посполитої, де основним населенням були українці і білоруси, включення цих земель до складу СРСР, з їх подальшим входженням до УРСР та БРСР і встановленням радянського тоталітарного окупаційного режиму на цих територіях. На цих територіях були розпочаті різні перетворення, що супроводжувалися масовими репресіями «класово-чужих» і «ворогів радянської влади».